# Parotis marginata
Parotis marginata is een vlinder uit de familie van de grasmotten (Crambidae), uit de onderfamilie van de Spilomelinae. De wetenschappelijke naam van deze soort is voor het eerst voorgesteld als Cenocnemis marginata door George Francis Hampson in een publicatie uit 1893. De spanwijdte bedraagt ongeveer 3 centimeter.

## Verspreiding
De soort komt voor in India, Bhutan, Sri Lanka, Bangladesh, China (Hainan), Thailand, Singapore, Indonesië (Borneo), Japan, Papoea-Nieuw-Guinea, Australië en Fiji.

## Waardplanten
De rups leeft op Alstonia scholaris (Apocynaceae) en Gardenia jasminoides (Rubiaceae).